# Чорнолізці
Чорнолі́зці — село Івано-Франківського району Івано-Франківської області. Входить до складу Тисменицької міської громади.

## Розташування
Розташоване на правому березі річки Ворона. Основна частина села знаходиться на двох горбах. Місцевість горбиста. На схід і північ від села є ліси. Природа в селі дуже красива, особливо навесні, коли пагорби вбираються у цвіт вишень, черешень і яблунь.

## Історія
30 липня 1436 р. — в «Актах ґродських і земських» (найдавніші записки галицьких судів 1435—1475 років) згадане село Czarnoluscze. Перша згадка про село припадає на 1390 р. Це описано у праці польського історика Пшимислава Домбковського яка вийшла друком у Львові 1929 р.
Одним з великих земельних власників у селі був Евстахій Рильський (пол. Eustachy January Mateusz Rylski (Ścibor-Rylski), посол Галицького крайового сейму).

## Церкви
Церква Перенесення мощей святого Миколая. Хрестоподібна п'ятибанева, дерев'яна. Побудована 1910 р. на кошти греко-католицької громади. Належить до ПЦУ.
19 грудня 2021 р. Івано-Франківський Архієпископ і Митрополит УГКЦ Владика Володимир Війтишин освятив новозбудований храм Св. Миколая.

## Священники
- о. Симон Бродайлуєвич (1789-1797)
- о. Тома Ганінчак (1789-1807)
- о. Михайло Коратницький (сотрудник) (1805)
- о. Теодор Хомич (1807-1851)
- о. Іван Хомич 1832
- о. Ант.Депутович, адміністратор парохії, лист. 1851- жовт. 1853
- о. Станіслав Кнігіницький, листопад 1853 - травень 1859
- о. Антоній Струтинський, адміністратор парохії, червень 1859 - червень 1860
- о. Антоній Гузар (*1827 — †21.07.1870). Парох: липень 1860-1870 р.   Похований на цвинтарі с. Чорнолізці. Був молодшим братом прадіда  майбутнього митрополита УГКЦ Любомира Гузара, Дмитра Гузара (парох с.Завалів).
- о. Фаустин Шепарович(1833 - +16.07.1877) Парох: 1871- 1877
- о. Олексій Заклинський (*1819 — †1891) Парох: 1877- 1880. За його служіння в селі 1878 року заснували Братство тверезості, завданням якого були антиалкогольна пропаганда та особистий приклад негативного ставлення до алкоголю. Всі, хто відрікався від нього, привселюдно присягали в церкві, а після цього їх імена вносили до списку членів братства. Таких з 19 травня по 29 грудня 1878 року було зареєстровано 214 осіб. Чоловіки, які зловживали алкоголем, мали загальний осуд від односельців і в скорому часі виправлялися.
- о. Сабин Киселівський (*1842р.+25.04.1901р.) Парох: з 15 січня 1880-1901
- о. Іван Калинський (сотрудник) 1906-1907
- о. Лев Каленський (*1843— †1930) Висвячений в сан священника 1872 р.

Парох: 1907—1922 рр. Саме з активною участю о. Каленського в селі було встановлено 1921 р. хрест на пам'ять тверезості (зберігся до сьогодні) та ліквідації панщини, який офірував Гнат Атаманюк. За час його служіння побудована наша церква. 1922—1930 рр. служіння с. Білі Ослави
- о. Матюк (сотрудник)
- о. Євген Петровський (*? м.Тлумач — †1935 с. Чорнолізці) Парох: 1929—1935 рр.. Похований на старому цвинтарі в с. Чорнолізці, вище церкви.
- о. Дмитро Валіхновський (*1906 — †1997) Висвячений у сан священника 1933 р. єпископом Іваном Лятишевським Парох: 1936—1939 рр.
- о. Євген Жеребецький Парох: 1939—1947
- о. Євген Болехівський Парох: 1947—1950. 28 березня 1950 арештований і засуджений на 25 років позбавлення волі.
- о. ієромонах Аполінарій (Дуткевич) (*1890 — †1957) син професора Бережанської гімназії. Настоятель: 1950-1957.

Його віряни запам'ятали як доброго проповідника, оратора, високоосвічену й знаючу людину. Він передплачував велику кількість газет і журналів. Похований на сільському цвинтарі с. Чорнолізці.
- о. Возняк
- о. Тадей Ільницький
- о. Захарій Пісецький Настоятель: 6 травня 1959 р.
- о. Степан Волочій (*14.10.1930 — †2005 с. Бабче)
- о. Василь Федорак
- о. Григорій Юрах (*3.03.1944 р. c. Ганьківці — †16.02.2020 р. м. Коломия)

Настоятель 1968—1973 р. Завдяки дарові спілкування з різними віковими групами, йому вдалося залучити до церкви молодь. Він заохочував юнаків до вступу в духовні семінарії і сприяв їм у цьому.
- о. Іван Климбус (*24.11.1930р. с. Глибоке) Висвячений на священника в 1966 р. Закінчив Одеську Духовну семінарію (1967). Настоятель: 1973—1975 рр.
- о. Тадей Сурак (*13.02.1938 — †15.03.2003 р. с. Кутище) Настоятель с. Пороги, Гута, Дитятин, Фрага, Чернятин, Сороки, Калинівка, Мишин, Олеша, Чорнолізці 1975-1982, Черніїв, Кутище, Білогірка, Делева, і знову Чорнолізці і Слобідка 1985-2003. За два рази був настоятелем в с. Чорнолізці 25 років. Похований в с. Кутище Тлумацького р-ну біля старої церкви Різдва Івана Хрестителя.
- о. Михайло Федорак (1911—?) Настоятель:1982-1985
- о. Сергій Пода (*12.11.1964 м. Калуш — †2010 с. Чорнолізці) Висвячений в сан священика в 1989р. 1990 року закінчив Московську Духовну семінарію. Настоятель с. Слобідка 1990-1991р. с. Олієво-Королівка 1991—2000 рр. с. Рашків 1991—1993 рр. с. Олієво-Корнів 1994—2000 рр. с. Новоселівка 1993—2000 рр. Настоятель Свято-Троїцького кафедрального собору м. Івано-Франківськ 2000—2003 рр.

В Чорнолізцях Настоятель: 2003—2010 рр. Похований в с. Чорнолізці на сільському цвинтарі.
- о. Василь Качур (*26.10.1966 р. с. Братківці) Настоятель с. Криворівня 1990—1995 рр. Із 1995—2010 рр. настоятель с. Красилівка. Із 2010 р. настоятель с. Чорнолізці.

## Сьогодення
В селі працює загальноосвітня школа, де навчаються понад 300 дітей. Будинок культури почав роботу в серпні 2015 р після капітального ремонту. Діє аптека, всього в селі 14 продуктових, 1 подарунковий, 1 будівельно-промисловий магазин, більшість жителів села відвідують церкву ПЦУ, проте є і кілька греко-католиків і свідків Єгови. Заробляють жителі села переважно сезонними роботами за межами нашої держави.
Багато вихідців села перебувають або на постійному або на тимчасовому проживанні у США, Великій Британії, Австрії, Італії, Португалії, Ізраїлі тощо.